# 배리 (드라마)
《배리》(영어: Barry)는 HBO에서 2018년 3월부터 2023년 5월까지 방영된 미국의 블랙 코미디 드라마이다.